# Nazionale femminile di pallacanestro delle Isole Vergini Americane
La nazionale femminile di pallacanestro delle Isole Vergini Americane è la rappresentativa cestistica femminile delle Isole Vergini Americane ed è posta sotto l'egida della Federazione cestistica delle Isole Vergini Americane.

## Piazzamenti

### Campionati americani
- 2015 - 9º
- 2017 - 5º
- 2021 - 8º

### Campionati centramericani
- 1975 - 6º
- 2003 - 5º
- 2006 - 6º
- 2010 - 6º

- 2012 - 6º
- 2014 - 4º
- 2017 -  1°
- 2021 -  2°

### Campionati caraibici
- 2004 - 7°
- 2006 -  2°
- 2011 -  3°
- 2014 -  3°
- 2015 -  3°

### Giochi panamericani
- 2019 - 8º

## Formazioni

### Campionati americani
Campionato americano femminile di pallacanestro 20154 Ephraim, 5 Frett, 6 Day, 7 Matthew, 8 Bough, 9 Griffith, 11 Javois, 13 Johnson, 14 Hamilton, 15 Peters,        All. William Colón
Campionato americano femminile di pallacanestro 20175 Carey, 6 Barry, 7 Day, 8 Claxton, 9 Bough, 10 Hamilton, 11 Taylor, 12 Tate, 13 Jones, 14 George,        All. William Colón
Campionato americano femminile di pallacanestro 20210 Barry, 4 Williams, 5 Jones, 6 Francis, 7 Tate, 8 Matthew, 10 Bough, 11 Day, 12 George, 13 Ngongba, 14 Boston, 22 Richards,        All. Tajama Ngongba

### Campionati centramericani
Campionato centramericano femminile di pallacanestro 2003Bell, Bergan, Daniel, Flanders, Haywood, Jones, Lettsome, Liburd, Lynch, Petersen, Rhymer, Wilkins, All. -
Campionato centramericano femminile di pallacanestro 20064 Estrill, 6 de Castro, 8 L. Larsen, 9 B. Larsen, 10 Rhymer, 11 Jones, 12 Browne, 13 Wilkins, 14 Liburd, 15 Flanders,        All. -
Campionato centramericano femminile di pallacanestro 20104 Carey, 5 Javois, 6 Petersen, 7 Bough, 8 Hamilton, 9 Day, 10 Rogers, 11 Griffith, 12 Larsen, 13 Peters, 14 Lewis, 15 Flanders,        All. Geneva Morgan
Campionato centramericano femminile di pallacanestro 20124 Richards, 5 Carey, 6 Day, 7 Matthew, 8 Hamilton, 9 Javois, 10 Peters, 11 Lewis, 12 Bough, 13 Utibe, 14 Liburd, 15 James,        All. Tajama Abraham
Campionato centramericano femminile di pallacanestro 20144 Barry, 5 Carey, 6 Day, 7 Evans, 8 Hendrickson, 9 Javois, 10 Martínez, 11 Richards, 12 Bough, 13 Griffith, 14 Hamilton, 15 Williams,        All. William Colón
Campionato centramericano femminile di pallacanestro 20173 Ephraim, 4 Wallace, 5 Carey, 6 Barry, 7 Day, 8 Claxton, 9 Bough, 10 Hamilton, 11 Matthew, 12 Tate, 13 Jones, 14 George,        All. William Colón
Campionato centramericano femminile di pallacanestro 20214 Jones, 5 Matthew, 6 Frett, 7 Bough, 8 Ngongba, 9 Tate, 11 George, 12 Barry, 14 Richards,        All. Tajama Ngongba
Campionato centramericano femminile di pallacanestro 20244 Barry, 5 Ngongba, 6 Tate, 7 Francis, 8 Jones, 9 Bough, 10 Richards, 11 Romain, 12 Hamilton, 15 George, 22 Ephraim,        All. Tajama Ngongba

### Campionati caraibici
Campionato caraibico femminile di pallacanestro 20064 Serrano, 5 Bell, 6 De Castro, 7 Williams, 8 Larsen, 9 Lawrence, 10 Rhymer, 11 Jones, 12 Browne, 13 Wilkins, 14 Liburd, 15 Flanders,        All. -
Campionato caraibico femminile di pallacanestro 20114 Hendrickson, 5 Ritter, 6 Bough, 7 Matthew, 8 Javois, 9 Day, 10 Richardson, 11 Griffith, 12 Peters, 13 Rogers, 14 Lewis, 15 Utibe,        All. -
Campionato caraibico femminile di pallacanestro 20144 Barry, 5 Carey, 6 Day, 7 Evans, 8 George, 9 Claxton, 10 Christian, 11 Richards, 12 Bough, 13 Benjamin, 14 Hamilton, 15 Williams,        All. -
Campionato caraibico femminile di pallacanestro 20154 Frett, 6 Day, 7 Matthew, 8 Bough, 9 Griffith, 10 Richards, 11 Javois, 12 Hamilton, 13 Johnson, 14 Richardson, 15 Peters,        All. -

### Giochi panamericani
Pallacanestro femminile ai XVIII Giochi panamericani2 Roberts, 4 Matthew, 5 Carey, 6 Barry, 7 Day, 8 Fieulleteau, 9 Bough, 10 Hamilton, 11 Hedrington, 12 Tate, 14 George,        All. William Colón